# Anja Beranek
Anja Beranek née Ippach le 6 janvier 1985 à Bamberg en Allemagne est une triathlète et professionnelle, multiple vainqueur sur triathlon Ironman et Ironman 70.3.

## Biographie
Anja Beranek commence le triathlon en 1996 et remporte le championnat national dans la catégorie « jeune moins de 18 ans » en 2001, 2002 et 2003 en duathlon et triathlon. Elle devient vice championne d'Allemagne dans la catégorie U23 (espoir) sur distance M (olympique) en 2006.
Semi-professionnelle en 2007, elle prend la quatrième place aux championnats du monde longue distance à Immenstadt. En 2011, elle commence une carrière professionnelle.

## Palmarès
Le tableau présente les résultats les plus significatifs (podium) obtenus sur le circuit international de triathlon depuis 2011.
| Année | Compétition                                 | Pays        | Position           | Temps            |
| ----- | ------------------------------------------- | ----------- | ------------------ | ---------------- |
| 2017  | Challenge Rimini                            | Italie      | Médaille d'or      | 4 h 34 min 50 s  |
| 2017  | Ironman 70.3 Ruegen                         | Allemagne   | Médaille d'or      | 4 h 16 min 37 s  |
| 2016  | Ironman 70.3 Kraichgau                      | Allemagne   | Médaille d'or      | 4 h 26 min 21 s  |
| 2016  | Challenge Fuerteventura                     | Espagne     | Médaille d'or      | 4 h 29 min 57 s  |
| 2015  | Ironman Pays de Galles                      | Royaume-Uni | Médaille d'or      | 9 h 56 min 31 s  |
| 2015  | Ironman 70.3 Autriche                       | Autriche    | Médaille d'or      | 4 h 20 min 12 s  |
| 2015  | Championnat du monde Ironman 70.3           | Autriche    | Médaille de bronze | 4 h 24 min 10 s  |
| 2015  | Challenge Roth                              | Allemagne   | Médaille de bronze | 8 h 55 min 19 s  |
| 2015  | Championnat d'Allemagne longue distance XXL | Allemagne   | Médaille d'or      | 8 h 55 min 19 s  |
| 2014  | Ironman 70.3 Western Sydney                 | Australie   | Médaille d'or      | 4 h 16 min 13 s  |
| 2013  | Ironman Suisse                              | Suisse      | Médaille d'or      | 9 h 21 min 31 s  |
| 2013  | Ironman Mont-Tremblant                      | Canada      | Médaille de bronze | 9 h 17 min 26 s  |
| 2012  | Ironman Allemagne                           | Allemagne   | Médaille d'argent  | 9 h 5 min 41 s   |
| 2012  | Ironman 70.3 Allemagne                      | Allemagne   | Médaille d'or      | 4 h 36 min 9 s   |
| 2011  | Ironman Pays de Galles                      | Royaume-Uni | Médaille d'argent  | 10 h 15 min 58 s |